# François Corneloup
Pour les articles homonymes, voir Corneloup.
 (novembre 2021).
François Corneloup est un saxophoniste (essentiellement baryton et soprano) de jazz français né le 14 janvier 1963.
C'est un autodidacte qui débute dans les années 1980 et 90 en enchaînant les expériences et les rencontres, notamment en collectif avec la compagnie Lubat ; artiste au discours et à la pratique engagés, il se retrouve par les concepts de pluralité, de doute, dans le mouvement de la Ligne Imaginot. Il n'obtient véritablement la reconnaissance qu'en 1998 avec la parution de son album Jardins Ouvriers en trio avec Claude Tchamitchian et Éric Échampard. Il est depuis un musicien majeur de la scène française et européenne.
Parmi ses collaborations: le Grand Lousadzak de Claude Tchamitchian, le Soñjal Septet d'Henri Texier, ses duos avec le clarinettiste Sylvain Kassap, ainsi qu'un travail plus original : ses duos avec le chanteur breton Yann-Fañch Kemener.
Une autre facette de son travail est sa collaboration au groupe Ursus Minor, avec Tony Hymas (en), Jef Lee Johnson et David King (en) pour un univers beaucoup plus rock, funk, et même rap. À Minneapolis, lors de l'évènement Minnesota Sur Seine, François Corneloup a présenté un nouveau quintet avec Dominique Pifarély, Dean Magraw, Anthony Cox et JT Bates.
Ses collaborations musicales sont multiples et incluent Marc Ducret, Yves Robert, Dominique Pifarély, Louis Sclavis, François Raulin, Philippe Deschepper, Médéric Collignon, Jacques Higelin (sur l'album Aux héros de la voltige).
Il possède un son de saxophone très caractéristique, très expressif, fait d'attaques très franches et de notes très soutenues[réf. nécessaire].

## Discographie

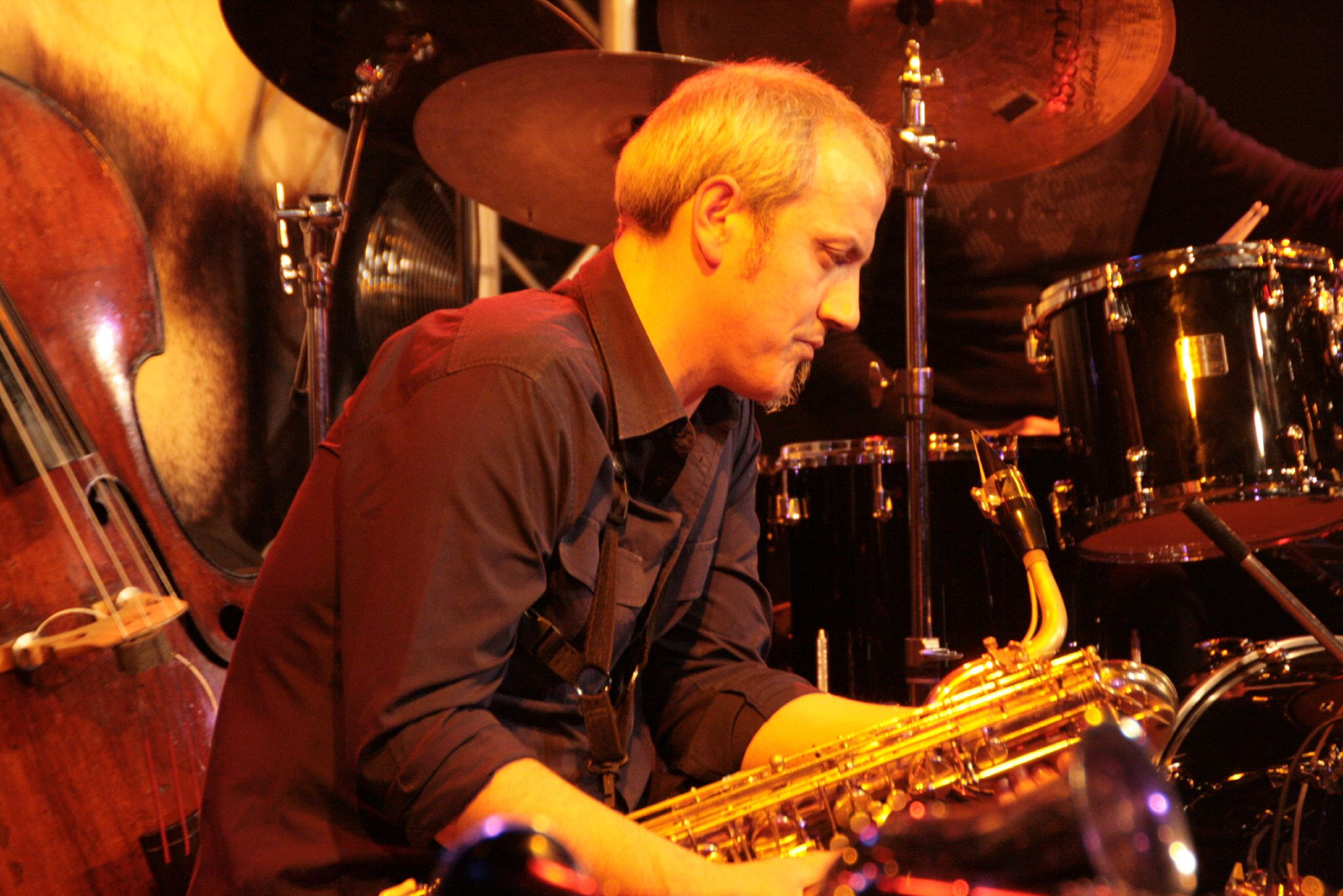
François Corneloup en concert avec Henri Texier, Paris, mars 2007.

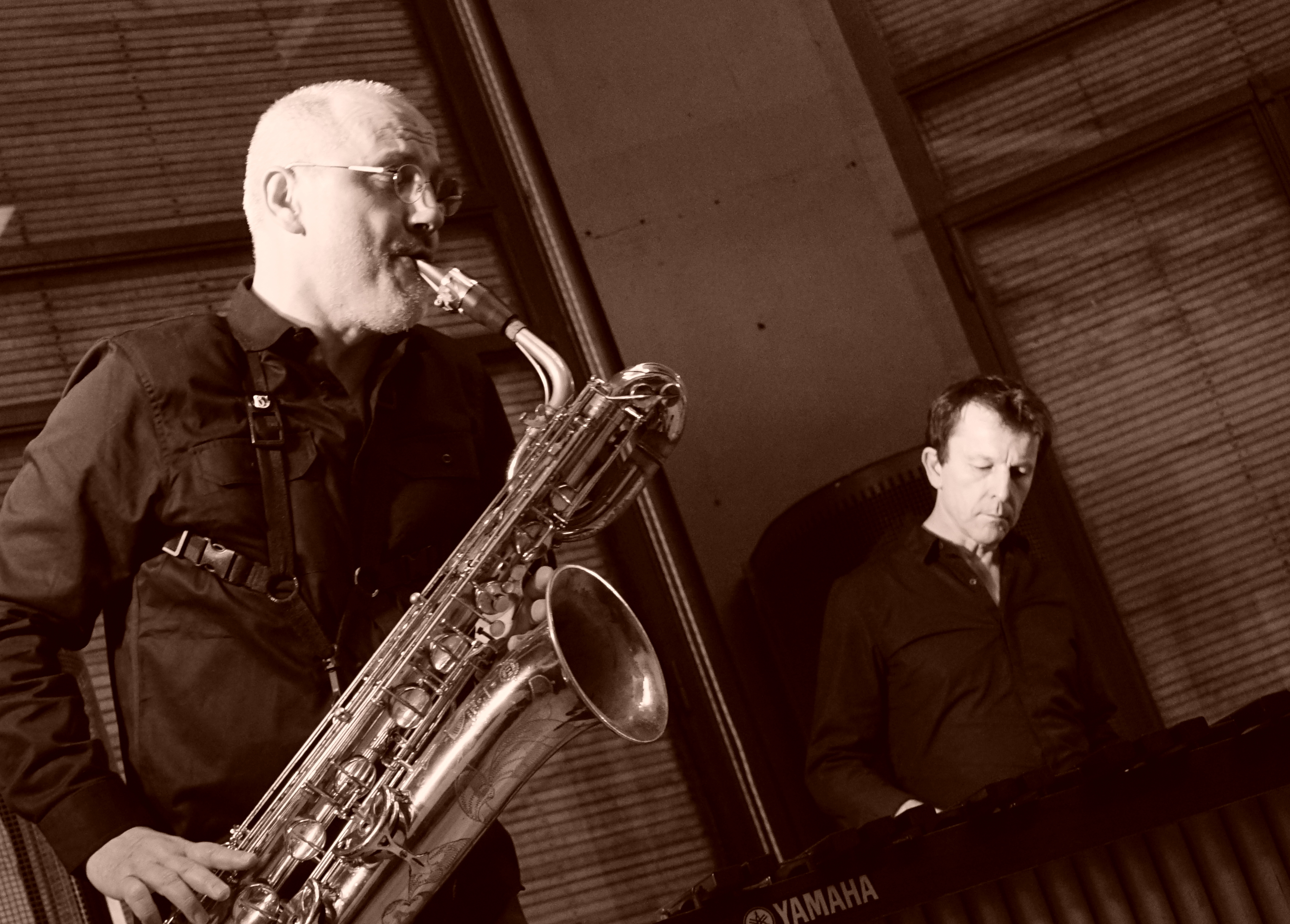
Singing fellows avec Franck Tortiller en 2016.

- Birgé Corneloup Deschepper, Exotica avec Jean-Jacques Birgé et Philippe Deschepper, GRRR, 2021
- Collectif, Vol pour Sidney (retour) avec Elsa Birgé et Ursus Minor, nato, 2020
- Ursus Minor, What Matters Now, nato, 2016
- Le Peuple Étincelle, (daquí), 2015
- Tony Hymas, Chroniques de résistance, nato, 2014
- Ill Chemistry, Ill Chemistry, nato, 2012
- François Corneloup Trio, avec Hélène Labarrière et Simon Goubert, Noir lumière, Inna, 2010
- Ursus Minor, I will not take but for an answer, nato, 2010
- François Corneloup, Next, Hope Street (nato), 2008
- Ursus Minor, Coup de sang, Cinénato (nato), 2007
- François Corneloup trio avec Marc Ducret & Martin France, U.L.M., In Circum Girum, 2007
- Hélène Labarrière, Les temps changent (Emouvance), 2007
- Ursus Minor, Nucular, Hope Street (nato), 2006
- Pascal Contet, Bruno Chevillon, François Corneloup, Nu, In Circum Girum, 2006
- Ursus Minor, Zugzwang, Hope Street (nato), 2005
- François Corneloup Quartet, Pidgin (Evidence/Frémeaux associés), 2004
- François Raulin Trio, Trois plans sur la Comète (Hatology), 2002
- François Corneloup Trio, Cadran Lunaire (Evidence), 2000
- François Corneloup Trio, Jardins Ouvriers (Evidence), 1998
- Sam Rivers, Tony Hymas, Eight day journal, nato, 1997
- Divers, Buenaventura Durruti (avec Un drame musical instantané, Noël Akchoté, Phil Minton), Nato, 1996
- Henri Texier  Sonjal Septet, Mad Nomad(s), (Label Bleu), 1995
- François Corneloup Quartet, Frégoli (Evidence), 1994
- Duo Sylvain Kassap / François Corneloup, Deux (Evidence - EVCD 721), 1997
- Duo Sylvain Kassap / François Corneloup, Pointe noire (Evidence, Nocturne - NPCD 516), 1994